# Hippodrom v Ašchabadu

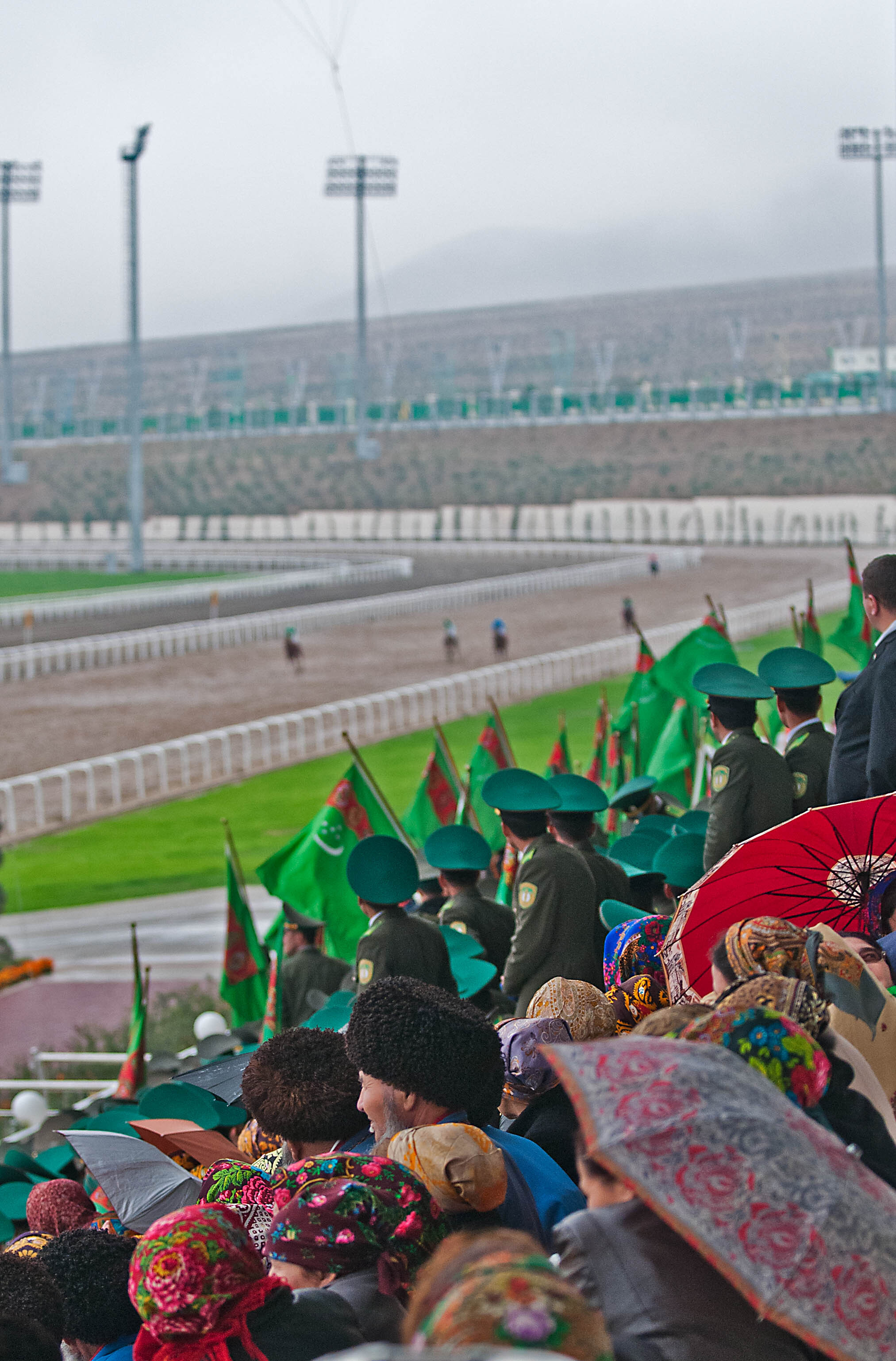
Pohled do hippodromu

Hipodrom v Ašchabadu (turkmensky Halkara ahalteke atçylyk sport toplumy, rusky Международный ахалтекинский конноспортивный комплекс) je dostihová dráha poblíž turkmenského hlavního města Ašchabad. Hipodrom splňuje nejnovější standardy a pojme 5 000 diváků.
Hipodrom v hlavním městě je začátkem řady dostihových projektů, jejichž cílem je zachovat turkmenskou tradici chovu koní. V následujících letech byly ve městech Daşoguz a v Mary postaveny dostihové dráhy srovnatelných parametrů. Hipodrom byl postaven za dva roky a stavba stála 100 miliónů amerických dolarů. V lednu 2016 bylo jezdecké centrum pojmenováno po Aba Annaevovi, slavném turkmenském chovateli koní.
Hipodrom se nachází poblíž Národního muzea volně žijících živočichů v Turkmenistánu. Celková plocha komplexu je 90 ha. Ředitelem komplexu je Berdyev Ahmed Amangeldyevič.

## Terén
Hipodrom byl postaven tureckou společností Etkin a dokončen v roce 2011. V areálu je deset stájí, které pojmou až 400 koní. Pro závody je zde písčitá dráha o délce 1800 metrů a zatravněná dráha o délce 2000 metrů. Povrch písčité závodní dráhy je ze speciálního písku, který dovezla britská společnost Martin Collins Enterprise, specializovaná na stavbu drah pro koňské dostihy.

## Soutěže
Hipodrom byl vytvořen speciálně pro soutěže turkmenského achaltekinského plemene koní, které má v kultuře země dlouhou tradici. Na stadionu se mohou konat skokové soutěže a dostihy. Každý víkend se v hipodromu konají soutěže, vstup je zdarma.

### Den turkmenského koně
V hipodromu v Ašchabadu se každý rok v poslední dubnovou neděli pořádá den turkmenského koně. Za přítomnosti prezidenta se tento den koná velké množství závodů, během nichž jsou oceněni nejlepší achaltekinští koně. Oslavy doprovází kongresy a konference o chovu koní.

### Asian Indoor & Martial Arts Games
V hipodromu v Ašchabadu se v září 2017 konal pátý ročník události Asian Indoor & Martial Arts Games. Hipodrom byl jedním z patnácti sportovních zařízení Asijských her a pořádaly se zde soutěže v jízdě na koni.

### Oslavy nezávilosti
Také při příležitosti 25. výročí nezávislosti Turkmenů v roce 2016 se konaly soutěže v hipodromu. Na sedmi dostizích různých délek tratě byli oceněni nejrychlejší achaltekinští koně.

## Galerie

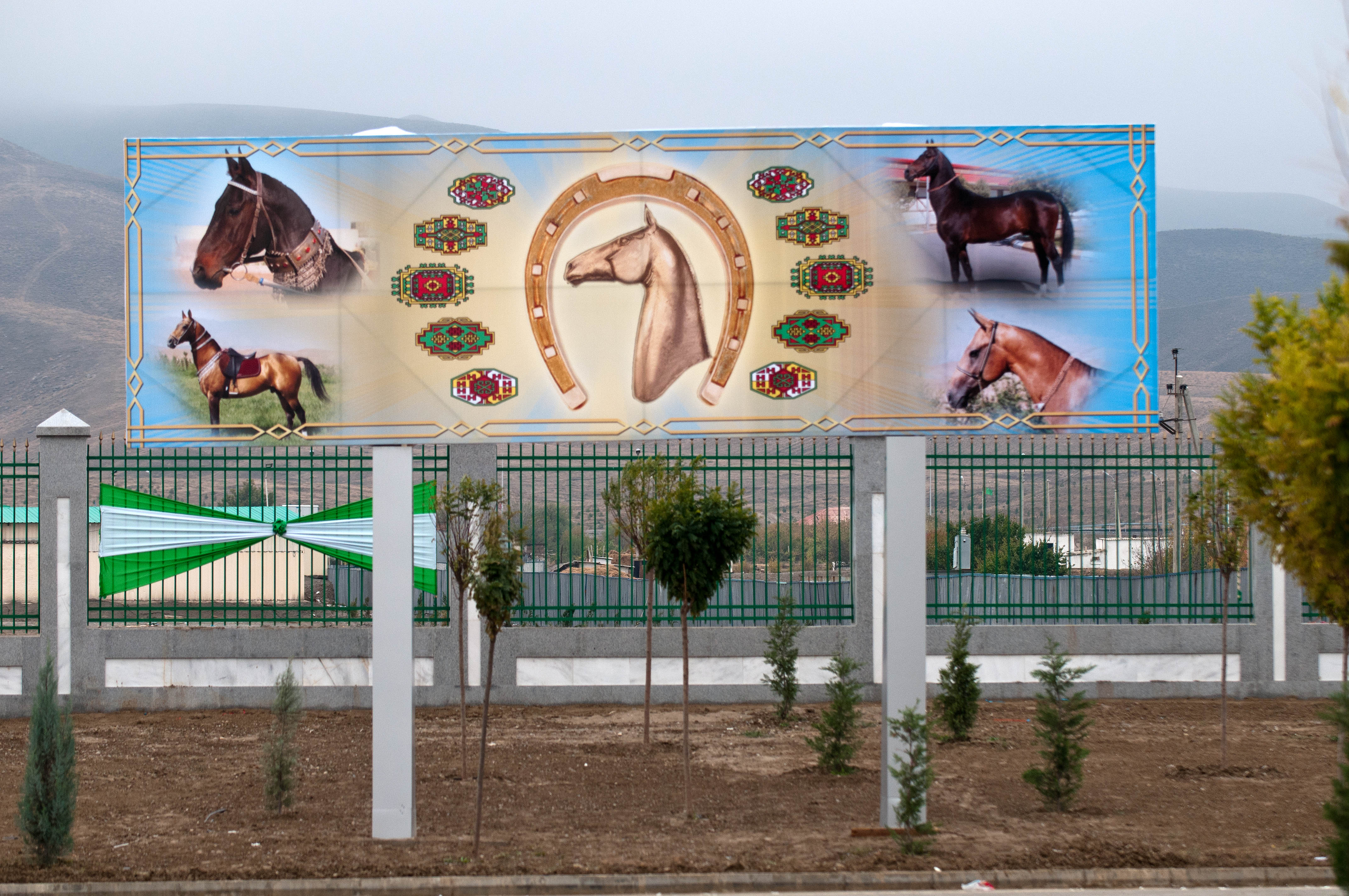
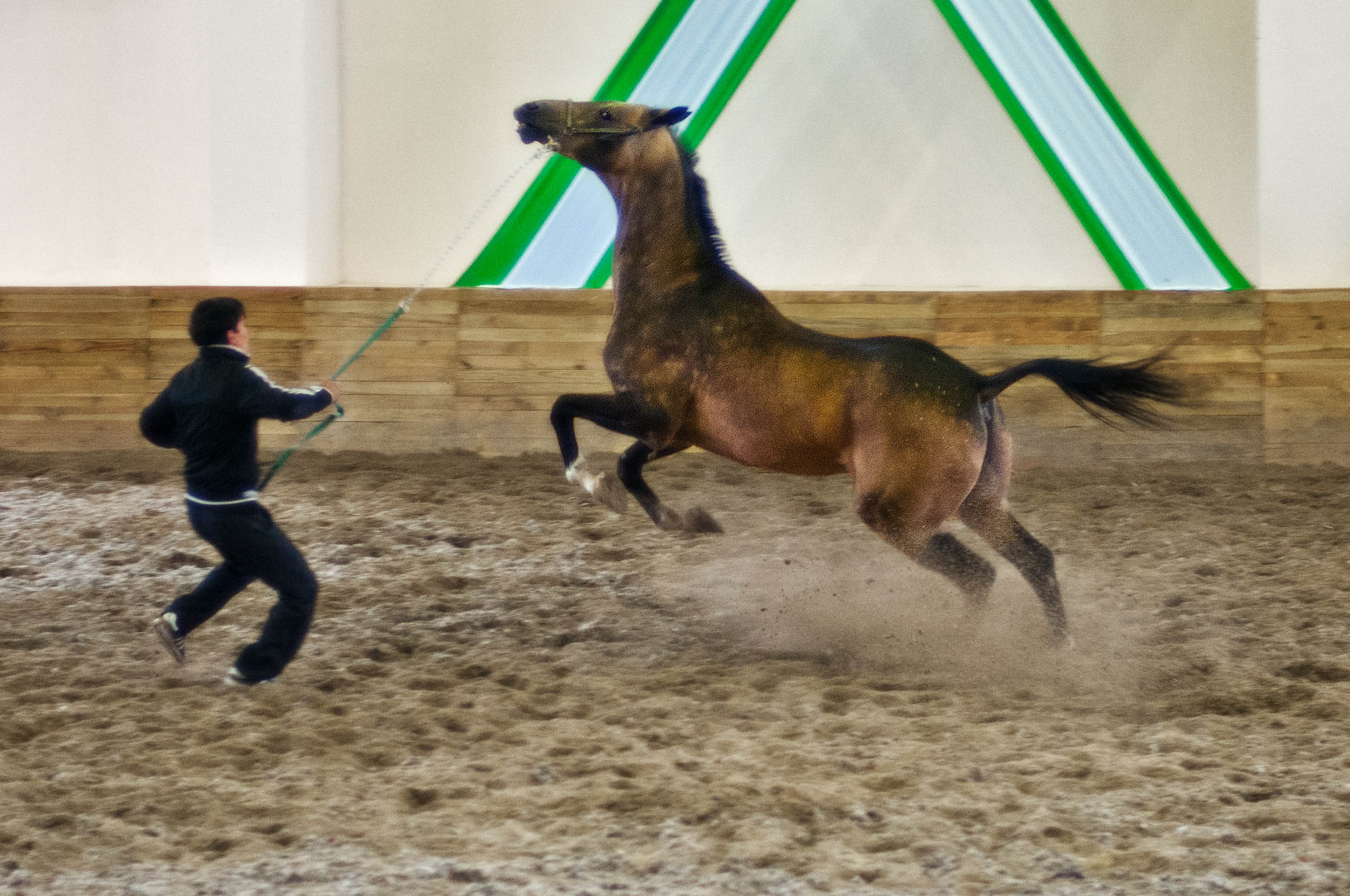
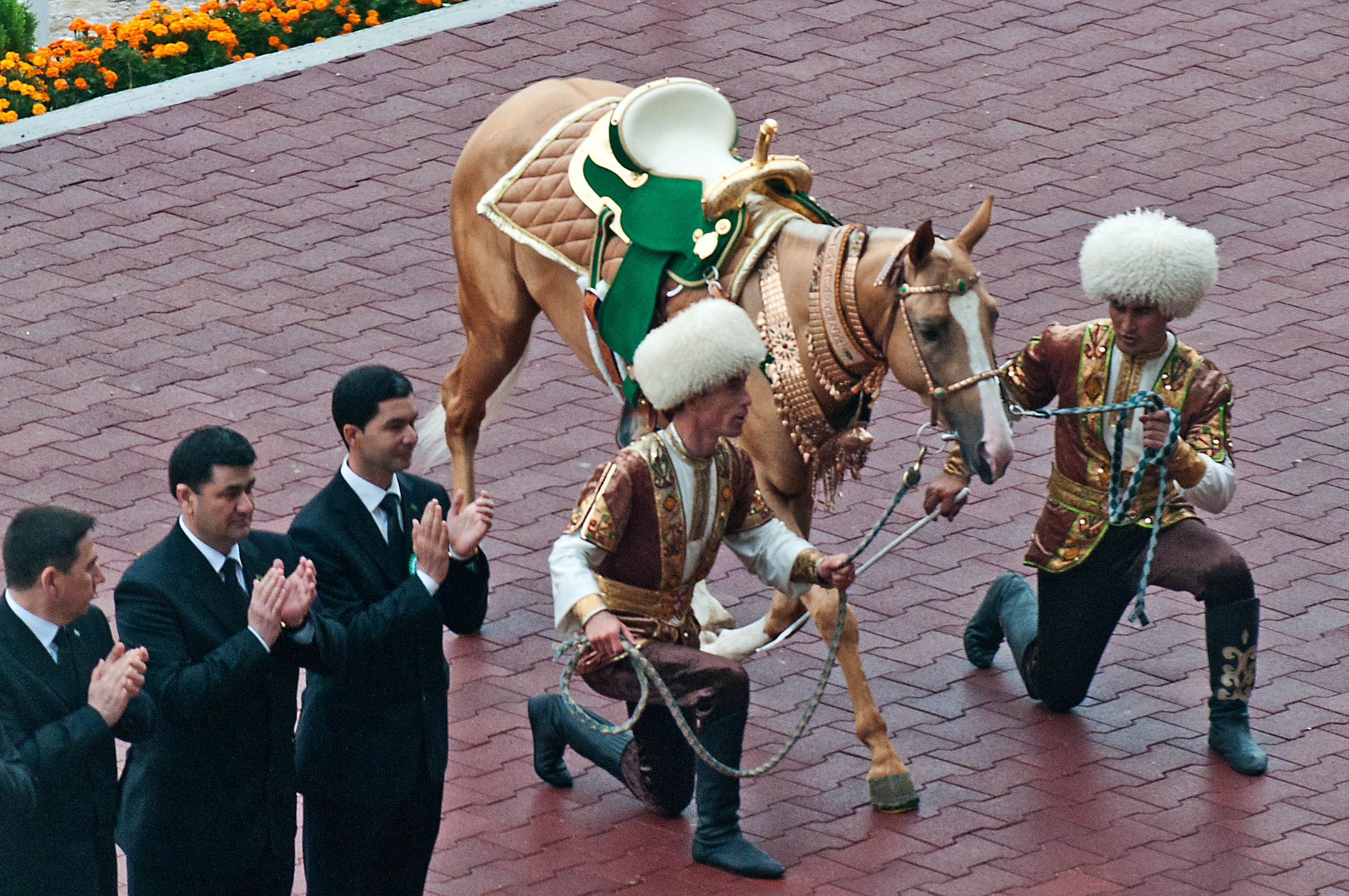
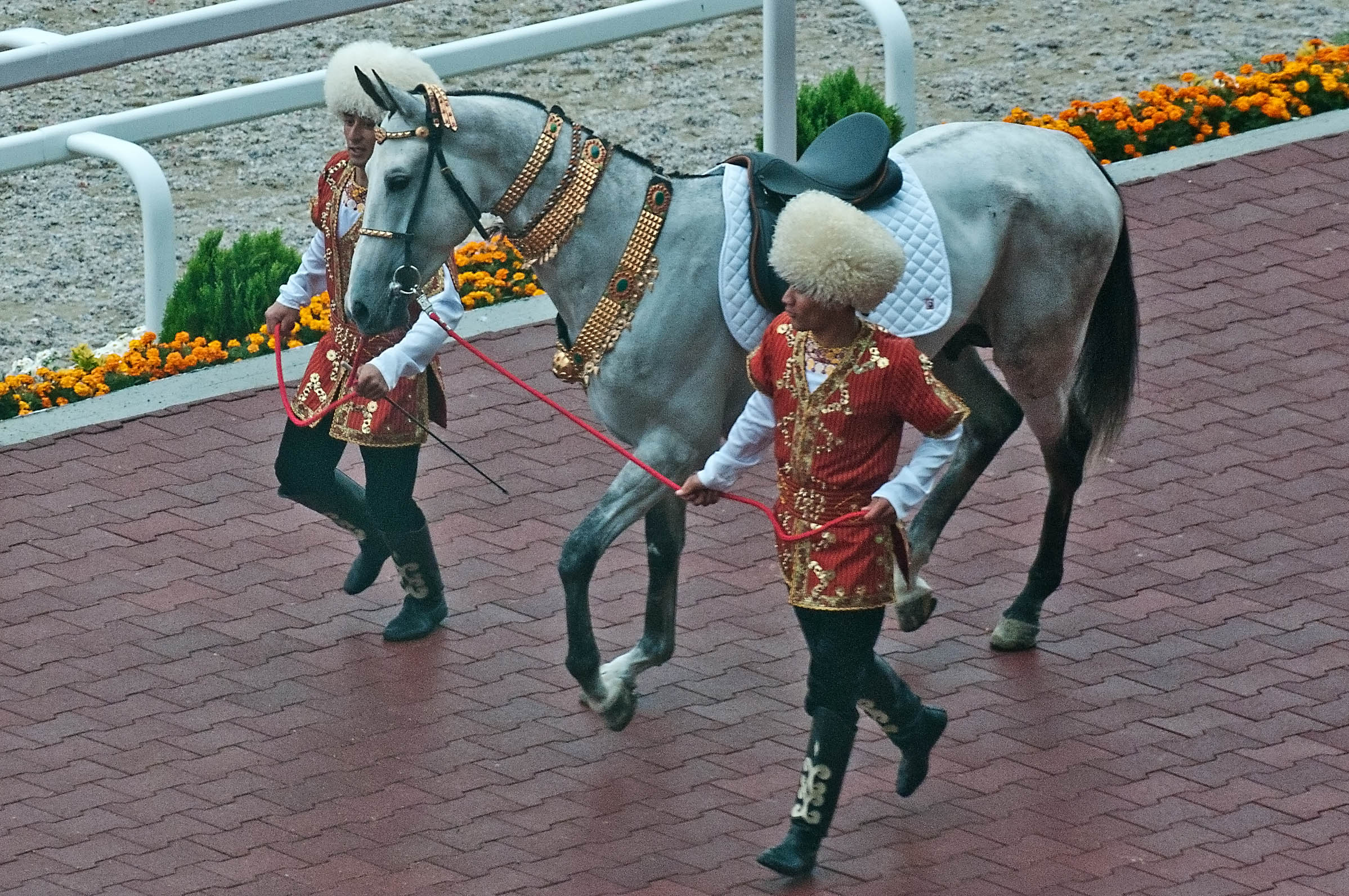
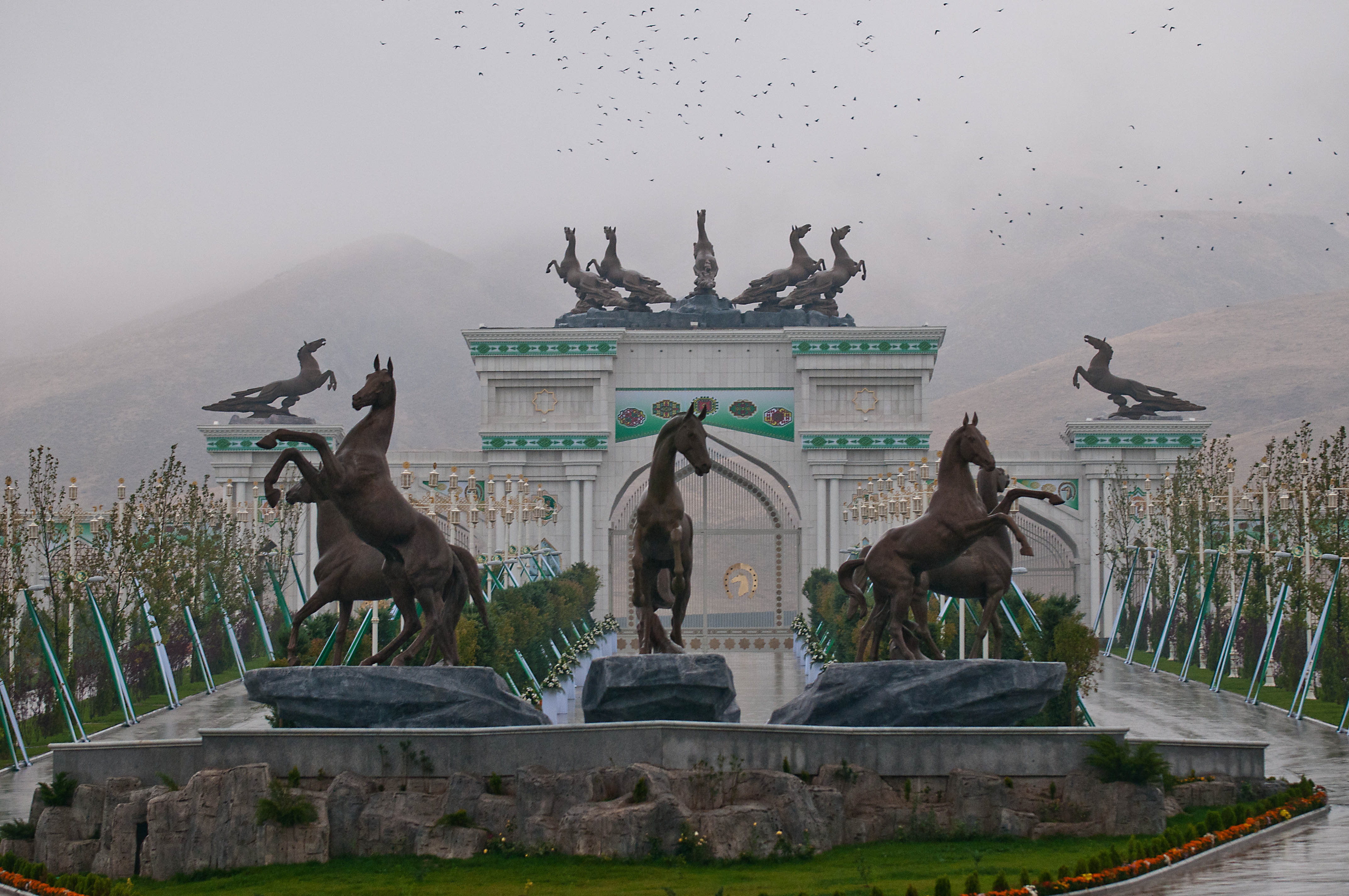